# Frigyes Vilmos brandenburg–schwedti őrgróf
Frigyes Vilmos brandenburg–schwedti őrgróf (Oranienbaumi kastély, 1700. december 17. – Swobnica, 1771. március 4.) Johanna Sarolta anhalt–dessaui hercegné és Fülöp Vilmos brandenburg–schwedti őrgróf fia. A Hohenzollern-ház tagja volt.